# Михайлов Георгій Антонович
Гео́ргій Анто́нович Миха́йлов (23 квітня 1909 , Дяковка, Вяземський повіт, Смоленська губернія, Російська імперія  — 1968 , Миколаїв, Миколаївська область, Українська РСР, СРСР ) — український радянський діяч, інженер, голова виконавчого комітету Миколаївської міської ради депутатів трудящих (1946–1949). Депутат Верховної Ради УРСР 1–3-го скликань (1938–1955).

## Біографія
Народився 23 квітня 1909 року в бідній селянській родині в селі Дяковка, тепер Вяземський район, Смоленська область, Росія. У ранньому віці осиротів та з 1920 року виховувався в дитячих будинках Вязьми, Твері, Малоярославця. У 1925 році вступив до комсомолу.
У 1926–1927 роках працював робітником-набійником на текстильній (ситцевій) фабриці в Боровському районі Московської області. Обирався членом бюро фабричного комітету ВЛКСМ. У 1928–1930 роках — помічник мідянщика, клепальник на авіаційному заводі № 1 імені Авіахіму в Москві.
З 1927 року одночасно навчався на вечірньому робітничому факультеті у Смоленську та при Московському інституті імені Ломоносова, після закінчення, з 1930 року — у Ленінградському кораблебудівному інституті.
Член ВКП(б) з жовтня 1930 року.
У 1935 році закінчив Ленінградський кораблебудівний інститут, здобув фах інженера.
Після закінчення інституту був направлений інженером-механіком на суднобудівний завод № 198 імені Марті в місті Миколаєві. До 1941 року працював начальником турбінного цеху заводу імені Марті. У 1941 році займався евакуацією заводу в східні райони СРСР. Виїхав у Астраханську область РРФСР.
3 жовтня 1941 року — у Червоній армії. Учасник німецько-радянської війни. Служив секретарем дивізійної партійної комісії при політичному відділі 305-ї стрілецької дивізії 40-ї та 69-ї армій Воронезького і Степного фронтів, з вересня 1944 року обирався заступником начальника політичного відділу 148-ї стрілецької Чернігівської дивізії 60-ї армії 1-го та 4-го Українських фронтів.
У 1946 році, після демобілізації, повернувся у місто Миколаїв.
У 1946–1949 роках — голова виконавчого комітету Миколаївської міської ради депутатів трудящих Миколаївської області.
У 1949–1951 роках — партійний організатор ЦК ВКП(б) на Миколаївському суднобудівному заводі імені Носенка. У 1952–1955 роках — головний інженер Південного турбінного заводу «Зоря» у місті Миколаєві.
У 1956 — 24 листопада 1961 року — 1-й заступник голови виконавчого комітету Миколаївської обласної ради депутатів трудящих.

## Звання
- старший лейтенант
- майор
- підполковник (1945)

## Нагороди
- орден Червоного Прапора (30.05.1945)
- орден Вітчизняної війни 2-го ступеня (14.03.1945)
- орден Червоної Зірки (28.04.1943)
- два ордени Трудового Червоного Прапора (8.02.1949, 26.02.1958)
- орден «Знак Пошани» (23.01.1948)
- медаль «За відвагу» (06.03.1943)
- медалі.